# Blånepeta
Blånepeta (Nepeta grandiflora) är en familjen i familjen kransblommiga växter.